# Kearney Park
Kearney Park – jednostka osadnicza w Stanach Zjednoczonych, w stanie Missisipi, w hrabstwie Madison.